# 京都市立向島二の丸小学校
京都市立向島二の丸小学校（きょうとしりつ むかいじまにのまるしょうがっこう）は、京都市伏見区にあった公立小学校。2019年3月に閉校した。

## 概要
伏見区南部に立地し、向島ニュータウン建設など向島地区の人口増加に伴い、向島中学校とともに建設され開校した小学校である。ニュータウンの開発とセットで建設されたため、両校の校地は隣接している。
児童数の減少に伴い、京都市立向島秀蓮小中学校に統合のため2019年3月閉校した。
跡地は一般財団法人あしなが育英会が借り受け、アフリカの遺児奨学生向けの教育研修施設兼寄宿舎「京都志塾」等を建設する予定。

## 沿革
- 1977年（昭和52年）4月7日 京都市立向島南小学校東分校として創立。
- 1979年（昭和54年）4月5日 京都市立向島二の丸小学校として独立し開校
- 2017年（平成29年）4月 伏見区初の小中一貫教育校（現・向島秀蓮小中学校）開校準備のため、京都市立二の丸北小学校と統合[2]。
- 2019年（平成31年）3月 京都市立向島秀蓮小中学校に統合のため閉校。

## 校歌
- 作詞 梅津 祥生
- 作曲 前田 亮

## 校区
向島二ノ丸町の一部と向島四ツ谷池（向島ニュータウン1～6街区）を校区とする。このうち向島ニュータウン2～4街区は旧二の丸北小学校区である。
卒業後は原則京都市立向島中学校に進学する。

## 周辺施設
- 向島ニュータウン
- 向島駅

## 交通アクセス
- 近鉄京都線 向島駅から東北東へ200m。
- 京阪宇治線 観月橋駅から南南東へ700m。